# Miranda do Norte
Miranda do Norte este un oraș în unitatea federativă Maranhão (MA), Brazilia.